# Anomala aulacoides
Anomala aulacoides är en skalbaggsart som beskrevs av Friedrich Ohaus 1915. Anomala aulacoides ingår i släktet Anomala och familjen Rutelidae. Inga underarter finns listade i Catalogue of Life.